# Cry of Fear
Cry of Fear (укр. «Крик жаху») — відеогра у жанрах survival horror та FPS. Розроблена шведською Team Psykskallar, спочатку як модифікація для гри Half-Life, перший реліз відбувся 22 лютого 2012 на порталі Mod DB. Пізніше, 25 квітня 2013 року була випущена як повноцінна гра на платформі Steam для операційної системи Microsoft Windows.
За сюжетом Cry of Fear, гравець у ролі 19-річного Саймона Генріксона, який має знайти шлях додому, з боєм пробиваючись через вулиці Стокгольма повних монстрів та потвор. По ходу гри, герою буде зустрічатися різноманітна холодна і вогнепальна зброя, що використовується для захисту від супротивників; шприци з морфіном, призначені для відновлення здоров'я персонажа; та головоломки, вирішення яких необхідне для подальшого просування у грі.